# Мамедова, Аделаида Рза кызы
Аделаида Рза кызы Мамедова (азерб. Adelaida İrza qızı Məmmədova; 22 августа 1922, Тифлис — 25 апреля 2015, Баку) — директор Мемориального музея народного артиста СССР Бюльбюля, общественный деятель, персональный стипендиат президента Азербайджанской Республики.

## Биография
Аделаида Мамедова родилась 22 августа 1922 года в городе Тифлис. Отец — азербайджанец, мать — грузинка. После окончания средней школы Аделаида получила образование в Тбилисской юридической школе при Народном комиссариате юстиции Грузии. Затем приступила к трудовой деятельности.
В 1977 году Аделаида Мамедова назначена директором мемориального музея основоположника азербайджанского профессионального вокального искусства Бюльбюля. Благодаря деятельности Аделаиды мемориальный музей Бюльбюля стал одним из первых домов-музеев республики, где было собрано более 6 тысяч документов, отражающих жизнь и творчество азербайджанского оперного певца.
Будучи директором музея, Аделаида одновременно вела исследования наследия Бюльбюля. Аделаида Мамедова известна, как автор семи книг и многочисленных статей, посвященных научной деятельности и творчеству азербайджанского оперного певца.
Усилиями Аделаиды также был создан музей Бюльбюля в Шуше.
За заслуги в организации музейного дела и пропаганде культурного наследия Азербайджана Аделаида Мамедова удостоена ордена «Шохрат» (2007) и «Почётного диплома Президента Азербайджанской Республики» (2012).
25 апреля 2015 года на 93-м году жизни Аделаида Мамедова скончалась. Церемония прощания с Мамедовой состоялась в мечети Тезепир. Похоронена на II Аллее почётного захоронения в Баку.
Президент Азербайджана Ильхам Алиев высоко оценил роль Аделаиды Мамедовой в пропаганде азербайджанской музыкальной культуры, сохранения наследия Бюльбюля и организации музейного дела в Азербайджане.

Могила Аделаиды Мамедовой на II Аллее почётного захоронения в Баку

## Награды
- Орден «Слава» (21 августа 2007 года) — за заслуги в развитии музейного дела в Азербайджане[7]
- Почётный диплом Президента Азербайджанской Республики (18 августа 2012 года) — за заслуги в пропаганде культурного наследия Азербайджана[8]
- Персональная пенсия Президента Азербайджанской Республики (21 февраля 2003 года)[9]